# Košnice

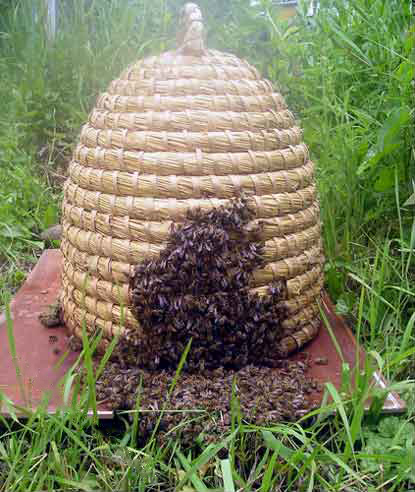
Slaměná košnice

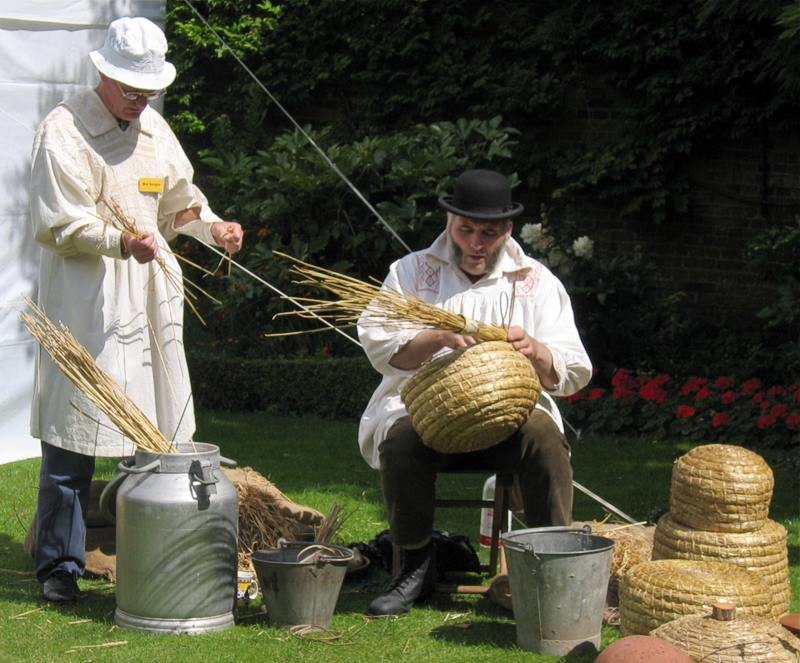
Tradiční výroba košnic ze slámy

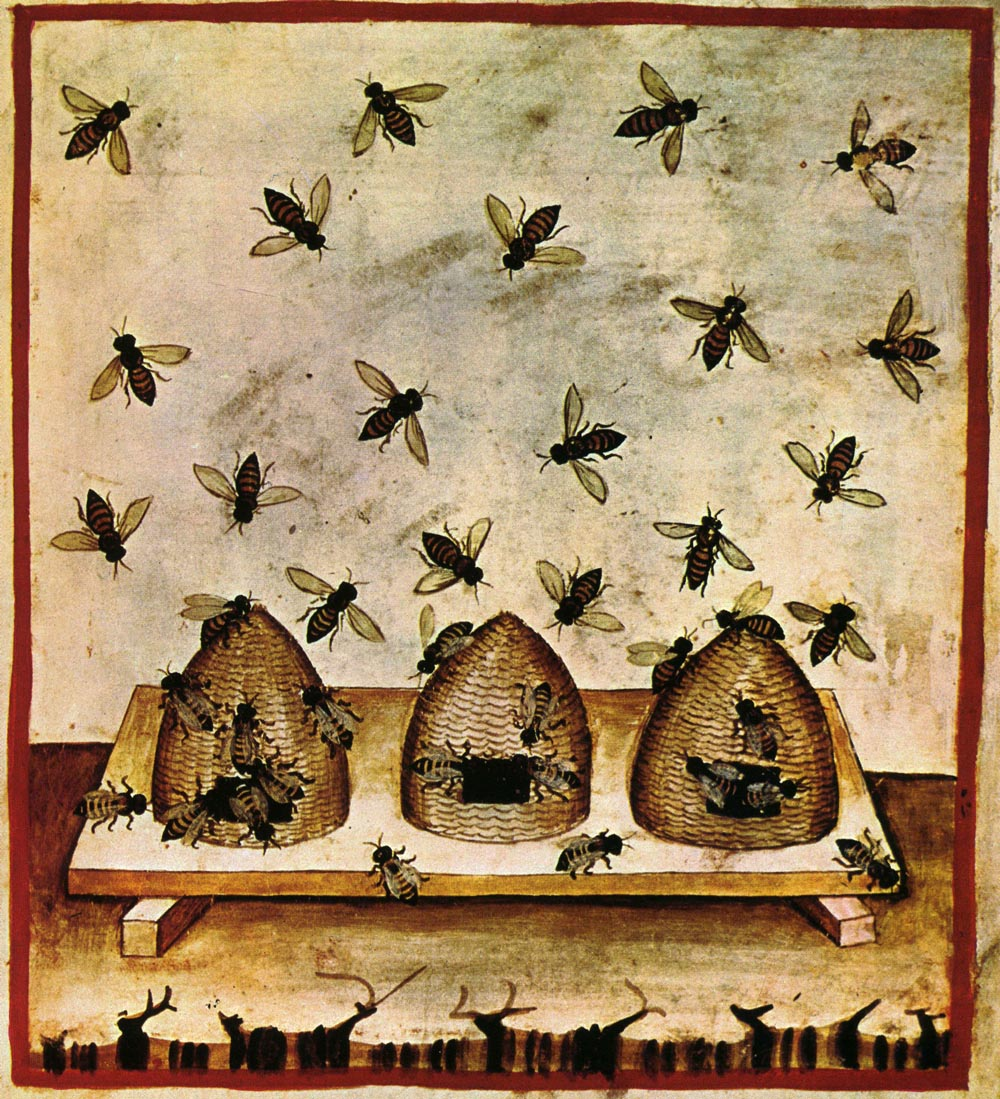
Včelstva, obrázek ze 14. století

Košnice je slaměný včelí úl, patří mezi nejstarší umělá a přenosná včelí obydlí. Při archeologických vykopávkách bylo prokázáno, že košnice existovaly již v 1. a 2. století.[zdroj⁠?!]
Košnice jsou ve spodní části otevřené, jsou umístěny na pevné podložce, například na dřevěných deskách. Při přesunu je dno uzavřeno látkou nebo pytlem, který zajišťuje přívod vzduchu. Protože sláma je materiál citlivý na počasí a vlhkost, vyžadují košnice ochranu před srážkami. Tradičně jsou umístěny pod přístřeškem v tzv. včelím plotu.
Pro lepší tepelnou izolaci se košnice obvykle potahují směsí kravského hnoje a rašeliny. Uvnitř včely vytvářejí své plástve volnou stavbou, která je pevně spojena ze stěnami. Pro stabilizaci plástové struktury vkládá včelař z vnější strany přes koš tzv. spikule. Jedná se o úzké dřevěné tyčinky vyrobené z  černého bezu nebo vrby.  Nevýhodou této stabilní struktury je, že není možné, aby včelař zkontroloval včelstvo bez zničení struktury plástvi. Při sbírání medu včelař vyřezává plástve z koše. Med se získává vymačkáváním nebo se kousky plástvi prodávají samostatně.
Na konci 18. století se objevily mnohé vylepšení, např. dřevěné vršky s otvory, přes které byly umístěny skleněné nádoby. V moderním včelařství, kdy byla objevena včelí mezera a vynalezeny rámkové a nástavkové úly, které usnadnily manipulaci s včelstvem a zvýšily efektivitu chovu, byly košnice nahrazeny dřevěnými nebo plastovými úly, které jsou snadněji udržovatelné a poskytují lepší kontrolu nad včelstvem.